# Noteriades heterostictus
Noteriades heterostictus is een vliesvleugelig insect uit de familie Megachilidae. De wetenschappelijke naam van de soort is voor het eerst geldig gepubliceerd in 1936 door Cockerell.
De soort is alleen bekend uit Zimbabwe.